# Estadio Brigadier General Estanislao López
Das Estadio Brigadier General Estanislao López ist ein Fußballstadion in der argentinischen Stadt Santa Fe. Es bietet Platz für 47.000 Zuschauer und dient dem Verein CA Colón als Heimstätte.

## Geschichte
Das Estadio Brigadier General Estanislao López in Santa Fe, einer Stadt im Nordosten Argentiniens, wurde im Jahre 1946 erbaut und am 9. Juli des Jahres eröffnet. Zum ersten Spiel im neuen Stadion trafen sich der zukünftige Nutzer der Arena, CA Colón, und die Boca Juniors aus der Hauptstadt Buenos Aires. Das Spiel endete vor den Augen von Juan Perón und seiner Frau Eva mit einem 2:1 für den Gastgeber. Seit diesem Tag trägt der 1905 gegründete Verein CA Colón seine Heimspiele im Estadio Brigadier General Estanislao López aus. Am 2. April 1949 fand das erste Spiel im Stadion unter Flutlicht statt. Der CA Colón besiegte den Club Atlético Huracán mit 5:1 Toren. Colón spielte bis heute fast 30 Spielzeiten in der höchsten argentinischen Liga, der Primera División, konnte jedoch noch nie den nationalen Meistertitel gewinnen. Der einzige Titelgewinn des Vereins ist die Meisterschaft in der zweithöchsten argentinischen Spielklasse, der Nacional B, im Jahre 1965. Aktuell spielt CA Colón in der Primera División, wo man in der abgelaufenen Saison (Clausura 2010) den 14. Platz belegte.
Die Nationalmannschaft Argentiniens spielte auch schon ein Spiel in diesem Stadion. 2009 gewann eine argentinische B-Elf mit 3:1 gegen Panama. Ferner finden hier auch oftmals Rugbyspiele statt.
Das Estadio Brigadier General Estanislao López ist benannt nach Estanislao López (1786–1838), einem Brigadegeneral und Gouverneur der Provinz Santa Fe. In den ersten Jahren seines Bestehens war das Stadion nach dem damaligen argentinischen Staatspräsidenten Juan Domingo Perón benannt und hieß im Übrigen genauso wie ein Stadion in Avellaneda, Estadio Juan Domingo Perón. Nachdem Perón 1955 durch einen Staatsstreich die Macht im Lande verloren hatte, wurde es im Zuge der Entperónisierung unter Pedro Eugenio Aramburu in Estadio Brigadier General Estanislao López umbenannt. Im Volksmund ist das Stadion zudem unter dem Namen El Cementerio de Los Elefantes (deutsch Der Elefantenfriedhof) bekannt, weil dort schon viele große Mannschaften bittere Niederlagen erlitten.
Heute bietet das Stadion Platz für 47.000 Zuschauer. Es ist einer der Austragungsorte für die Copa América 2011, deren Ausrichtung sich Argentinien sichern konnte. Für die Copa América wurde die Kapazität des Stadions auf 47.000 Zuschauer erhöht. Im Laufe des Turniers fanden vier Spiele in Santa Fe statt, darunter drei Vorrundenspiele und ein Viertelfinale. In jenem Viertelfinalspiel am 16. Juli 2011 vor 47.000 Zuschauern im ausverkauften Estadio Brigadier General Estanislao López unterlag Gastgeber Argentinien im Elfmeterschießen gegen Uruguay und schied aus. Bereits zuvor war die Mannschaft von Trainer Sergio Batista gegen Kolumbien im Stadion von CA Colón nicht über ein torloses Remis hinausgekommen.